# Baton Rouge Pro Tennis Classic 2009
Il Baton Rouge Pro Tennis Classic 2009 è stato un torneo professionistico di tennis maschile giocato sul cemento, che faceva parte dell'ATP Challenger Tour 2009. Si è giocato a Baton Rouge negli USA dal 6 al 12 aprile 2009.

## Partecipanti

### Teste di serie
| Nazionalità | Giocatore        | Ranking* | Testa di serie |
| ----------- | ---------------- | -------- | -------------- |
| Stati Uniti | Bobby Reynolds   | 64       | 1              |
| Stati Uniti | Vince Spadea     | 111      | 2              |
| Canada      | Frank Dancevic   | 117      | 3              |
| Germania    | Benjamin Becker  | 127      | 4              |
| Germania    | Benedikt Dorsch  | 144      | 5              |
| Thailandia  | Danai Udomchoke  | 147      | 6              |
| Stati Uniti | Brendan Evans    | 148      | 7              |
| India       | Somdev Devvarman | 150      | 8              |

- Ranking al 23 marzo 2009.

### Altri partecipanti
Giocatori che hanno ricevuto una wild card:
- Lester Cook
- Jarmere Jenkins
- Alex Kuznetsov
- Rajeev Ram

Giocatori passati dalle qualificazioni:
- Ričardas Berankis
- Frédéric Niemeyer
- Vladimir Obradović
- Daniel Yoo

## Campioni

### Singolare
Benjamin Becker ha battuto in finale Rajeev Ram, 6–2, 3–6, 6–4

### Doppio
Rajeev Ram /  Bobby Reynolds hanno battuto in finale  Harsh Mankad /  Scott Oudsema, 6–3, 6(6)–7, 10–3